# Thilly Weissenborn
Margarethe Mathilde (Thilly) Weissenborn, née à Kediri (Indes orientales néerlandaises) le 22 mars 1889, et morte à Baarn (Pays-Bas) le 28 octobre 1964, est une photographe néerlandaise.

## Biographie

### Jeunesse
Ses parents ( Cornelia Emma Angely Lina da Paula (née Roessner) and Hermann Theodor Weissenborn) étaient nés allemands avant d'avoir la nationalité néerlandaise et de gérer une plantation de café à Kediri, dans les Indes orientales néerlandaises,. En 1892, sa mère l'amena aux Pays-Bas où ils emménagèrent à La Haye. Son père les rejoignit un an plus tard et, cinq plus tard, lui et le fils aîné partirent dans le Tanganyika, en Afrique orientale allemande pour travailler dans une plantation.
Else, la sœur de Thilly, ouvrit un studio de photographie à La Haye après des études à Paris, et Thilly commença à travailler dans ce studio en 1903. En 1912, elle retourna à Java avec son frère Theo pour retrouver un autre de ses frères, Oscar, qui vivait à Bandung.

Thilly Weissenborn dans l'atelier de Ohannes Kurkdjian.

### Carrière
En 1913, Thilly Weissenborn trouva du travail dans un studio photographique réputé et dirigé par Ohannes Kurkdjian (en), un Arménien. L'Atelier Kurkdjian était le seul agent Kodak dans l'est de Java. Il mourut avant son arrivée au studio, qui employait une trentaine de personnes, et ce fut un Anglais, George Lewis, qui la prit sous son aile.
En 1917, elle partit à Garut, en Java occidental, où elle fonda son studio, le GAH Lux dans la Garoetsche Apotheek en Handelsvereeniging Company, une pharmacie détenue par Denis G. Mulder, qui partit pour Bandung en 1920 en vendant sa propriété à Thilly Weissenborn. Elle baptisa son studio Foto Lux et, en 1930, elle fonda la Lux Fotograaf Atelier NV, qui opéra pendant une dizaine d'années.
Ses travaux furent utilisés dans un guide touristique de 1922 ou dans un livre de Louis Couperus ou dans des magazines comme Inter-Ocean, Sluyter’s Monthly et Tropical Netherlands. Mais sa photo de deux femmes de Bali aux seins nus inspira la couverture d'un roman français, L'Île des seins nus d'Édouard de Keyser.

### La guerre et ses suites
Après l'Invasion de Java en 1942, Thilly Weissenborn fut retenue prisonnière par les Japonais dans le camp d'internement Kareës à Bandung. Ensuite, à la suite d'un incendie qui suit la capitulation japonaise, son studio et ses négatifs furent détruits. En 1947, elle épousa Nico Wijnmalen, un ami de longue date. En 1956, quand le gouvernement indonésien décida de ne plus suivre les termes de la conférence de la Table ronde de La Haye, elle rentra aux Pays-Bas, s'installant à Baarn. Elle y meurt en 1964.

## Héritage
Une partie de son œuvre a été léguée au Tropenmuseum d'Amsterdam et Thilly Weissenborn fut exposée à la Galerie nationale d'Australie.
Son neveu Ernst Drissen publia ses photos dans Vastgelegd voor Later. Indische Foto's (1917-1942) van Thilly Weissenborn. Le musée du quai Branly à Paris dispose également d'une soixantaine de tirages qui avaient été donnés en 1950 au musée de l'Homme.

## Galerie
Photos de Thilly Weissenborn 

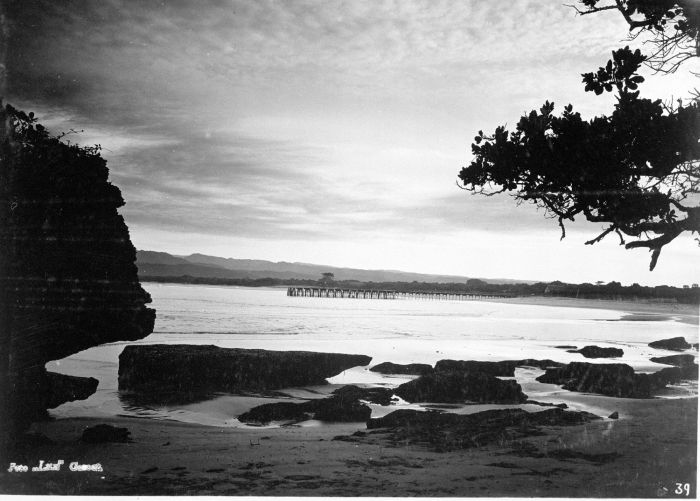
Pameungpeuk (en)
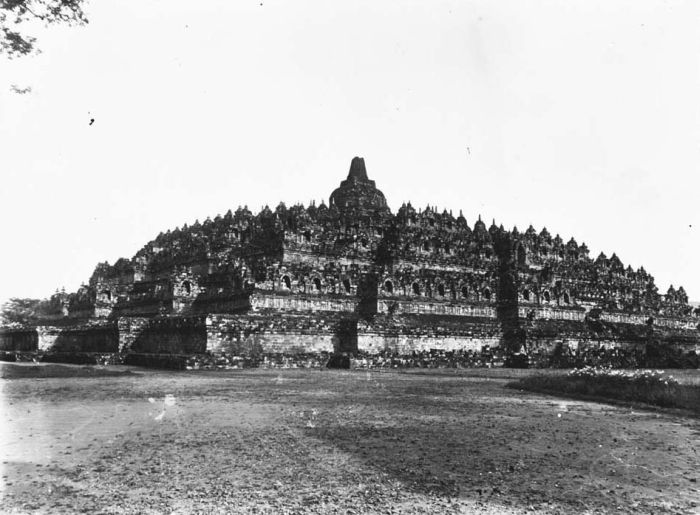
Temple de Borobudur
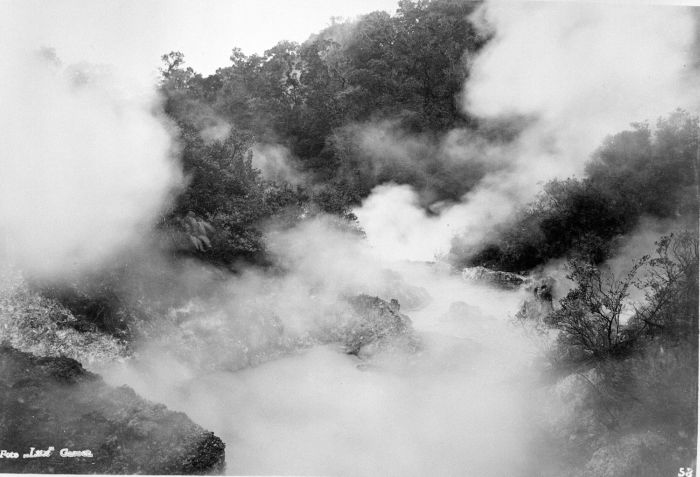
Le volcan Kawah Manoek
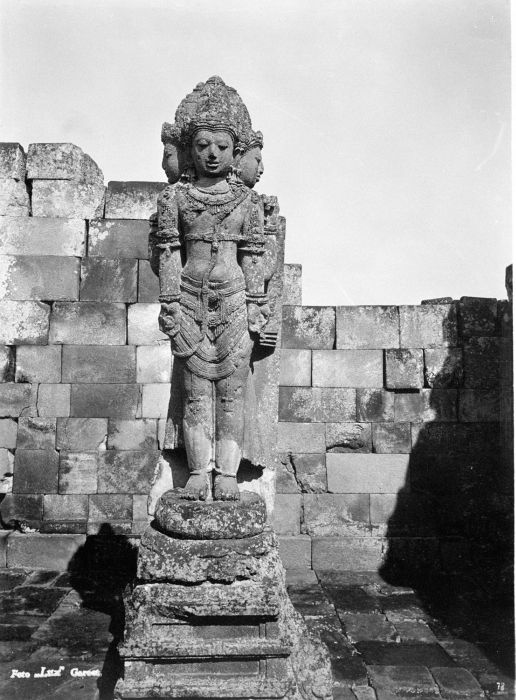
Temple de Prambanan
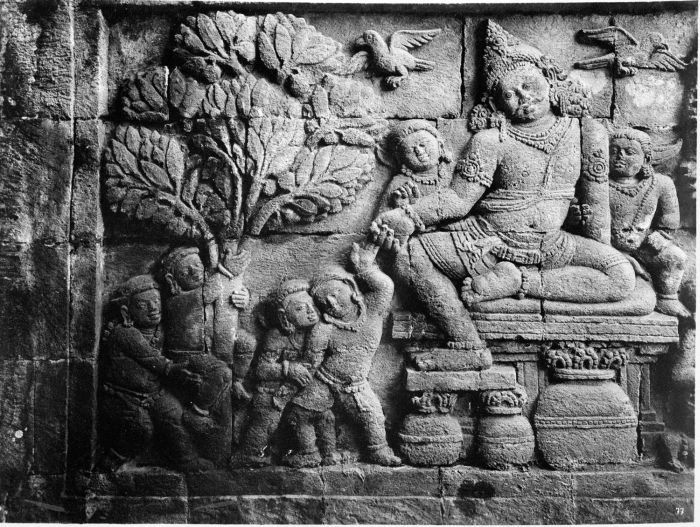
Temple de Mendut
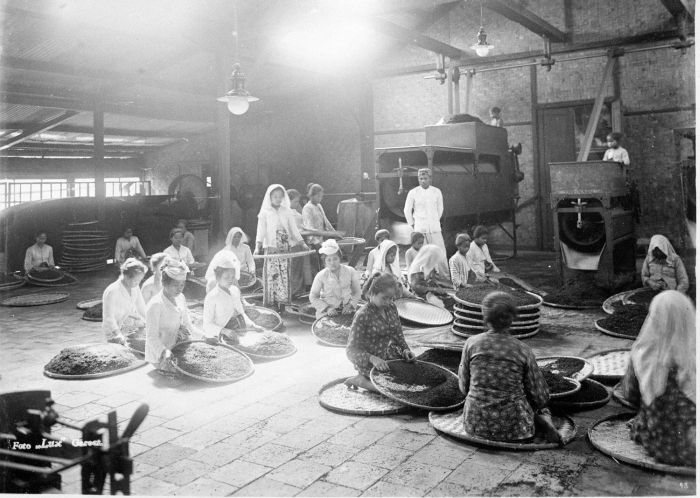
Femmes du Priangan
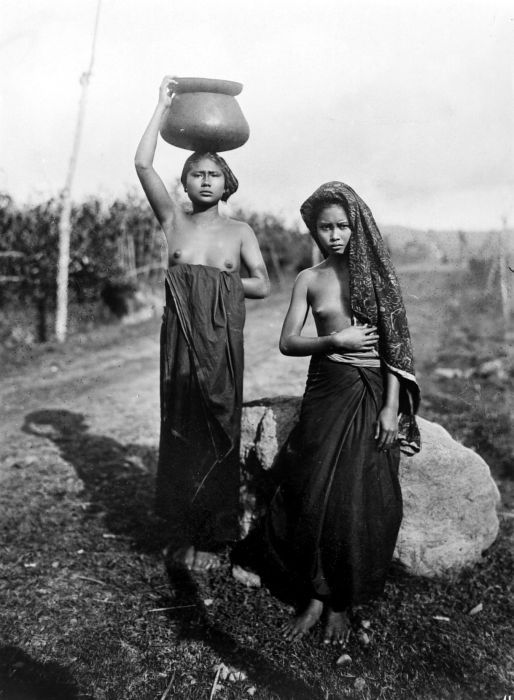
Femmes de Bali